# Чекмарёв, Вячеслав Валерьевич
Вячеслав Валерьевич Чекмарёв (15 октября 1972) — советский и российский футболист, выступавший на позиции вратаря.

## Биография
Воспитанник московского «Локомотива». На взрослом уровне дебютировал в составе московского клуба «Звезда», за который в период с 1990 по 1991 год сыграл 28 матчей во второй низшей лиге СССР. В 1992 году, после распада СССР, вратарь продолжил выступать за команду (сменившую название на ТРАСКО) во второй лиге ПФЛ, но по ходу сезона перебрался в «Локомотив». В «Локомотиве» Чекмарёв получал игровую практику в составе фарм-клуба, выступавшего во второй лиге, а за основной состав команды в итоге так и не сыграл.
В 1993 году подписал контракт с клубом из первой лиги «Газовик-Газпром» (г. Ижевск). В дебютный сезон его команда вылетела во вторую лигу, но спустя два года вернулась обратно. В ижевском клубе Чекмарёв провёл большую часть своей карьеры и отыграл за клуб более 200 матчей. Покинув «Газовик» в 2002 году, он присоединился к любительскому клубу «Реутов», а после получения командой профессионального статуса, отыграл ещё два сезона во второй лиге. Завершил профессиональную карьеру в 2004 году.
В 2007 году вратарь стал игроком новообразованного «МУВД на ВВТ» (будущего «МВД России»), за который играл на любительском уровне, а также являлся начальником команды и исполнительным директором клуба в период с 2008 по 2009 год. С 2011 года работал начальником команды московского «Локомотива».

## Достижения
«Газовик-Газпром»
- Победитель второй лиги ПФЛ (зона «Центр»): 1995